# Journée internationale pour le soutien aux victimes de la torture
La Journée internationale pour le soutien aux victimes de la torture, le 26 juin, est le jour international créé par l'Assemblée générale des Nations unies pour manifester une solidarité envers ceux dont le mental, le corps ou l'esprit a été atteint par la torture.

## Histoire
L'Assemblée générale des Nations unies a choisi le 26 juin pour célébrer le 26 juin 1987, jour où la Convention contre la torture et autres peines ou traitements cruels, inhumains ou dégradants est entrée en vigueur. La convention a été créée pour réaffirmer que l'égalité et l'inaliénabilité des droits de la famille humaine constituent le fondement de la liberté, la justice, et la paix dans le monde.

## Commémoration
Ces dernières années, Survivors of Torture, International  a commémoré le 26 juin en accueillant les événements dans la ville de San Diego aux États-Unis. Les commémorations passées ont inclus des discours inauguraux du juge espagnol Baltasar Garzón et de John Conroy, l'auteur de Unspeakable Acts, Ordinary People. SURVIVORS a célébré aussi ce jour en projetant le film, They Come at Night, et en collaborant avec le Musée d'Arts Photographiques dans son exposition, "Speak Truth to Power."
En Asie l’Asian Human Rights Commission (AHRC) organise des événements régionaux tous les ans. Des réseaux Anti-Torture dans divers pays asiatiques qui souffrent toujours de l'usage répandu de la torture organisent des rassemblements et des événements publics.

## Citation
« Si nous sommes réunis aujourd'hui c'est pour rendre hommage à ceux qui ont vécu l'inimaginable et pour prendre position contre l'indicible. Il y a bien longtemps qu'une telle journée, destinée à rendre hommage et à apporter un soutien à tous ceux qui ont connu la torture et y ont survécu à travers le monde, aurait dû voir le jour. »

— Kofi Annan, Secrétaire général des Nations unies 